# Russische Staatliche Geologische Prospektionsuniversität, benannt nach Sergo Ordschonikidse
Die Russische Staatliche Geologische Prospektionsuniversität, benannt nach Sergo Ordschonikidse ist eine in Moskau ansässige staatliche russische Universität, die sich auf die Forschung und die Lehre auf dem Gebiet des Bergbaus und der Geowissenschaften spezialisiert hat. Sie wurde 1918 gegründet und 1932 nach Sergo Ordschonikidse, dem damaligen Volkskommissar für Schwerindustrie der UdSSR, benannt.
An der Hochschule sind die Fachrichtungen Montanwissenschaften, Geodäsie, Kartografie, Geologie, Paläontologie, Geophysik, Hydrologie, Ökologie und Ökonomie vertreten.